# Королевский принц Португалии
Королевский принц Португалии (порт. Príncipe Real de Portugal), официально Королевский принц Португалии и Алгарве (порт. Príncipe Real de Portugal e dos Algarves) — титул наследника португальского королевского престола с 1825 по 1910 год.
В 1815—1825 годах португальский престолонаследник носил титул «Наследный принц Соединённого Королевства Португалии, Бразилии и Алгарве».

## История
Титул был создан в 1815 году, как и наследный принц Португалии, Бразилии и Алгарве (порт. Príncipe Real de Portugal, Brasil, e os Algarves) для инфанта Жуана (1767—1826), принца-регента в правление королевы Марии I Безумной (1777—1816). Бразильское наместничество было повышено до статуса королевства, Португальское королевство стало официально называться Соединённое королевство Португалии, Бразилии и Алгарве.
В 1825 году после признания Португалией независимости Бразилии титул наследника португальского трона был изменен на королевский принц Португалии и Алгарве.
После свержения Португальской монархии в 1910 году и смерти последнего короля Мануэла II в 1932 году титул стал бездействующим.

## Список королевских принцев Португалии
| Имя         | Годы жизни                         | Годы титулатуры                    | Примечания                                    | Родители                          | Портрет | Наследники |
| ----------- | ---------------------------------- | ---------------------------------- | --------------------------------------------- | --------------------------------- | ------- | ---------- |
| Жуан        | 13 мая 1767 — 10 марта 1826        | 16 декабря 1815 — 20 марта 1816    | Позднее: Король Португалии и Алгарве Жуан VI  | Мария I Педру III                 |         | Мария I    |
| Педру       | 12 октября 1798 — 24 сентября 1834 | 20 марта 1816 — 10 марта 1826      | Позднее: Король Португалии и Алгарве Педру IV | Жуан VI Карлота Жоакина Испанская |         | Жуан VI    |
| Педру       | 16 сентября 1837 — 11 ноября 1861  | 16 сентября 1837 — 15 ноября 1853  | Позднее: Король Португалии и Алгарве Педру V  | Мария II Фернанду II              |         | Мария II   |
| Карлуш      | 28 сентября 1863 — 1 февраля 1908  | 28 сентября 1863 — 19 октября 1889 | Позднее: Король Португалии и Алгарве Карлуш I | Луиш I Мария Пиа Савойская        |         | Луиш I     |
| Луиш Филипе | 21 марта 1887 — 1 февраляy 1908    | 19 октября 1889 — 1 февраля 1908   | Преждевременная смерть                        | Карлуш I Амелия Орлеанская        |         | Карлуш I   |
| Афонсу      | 31 июля 1865 — 21 февраля 1920     | 1 февраля 1908 — 5 октября 1910    | Монархия ликвидирована                        | Луиш I Мария Пиа Савойская        |         | Мануэл II  |